# Led Zeppelin United Kingdom Tour 1972–1973
Led Zeppelin United Kingdom Tour 1972–1973 var en konsertturné med det brittiska hårdrocksbandet Led Zeppelin i Storbritannien 1972-1973. Turnén blev den sista i Storbritannien (1975 års spelningar hölls alla på Earls Court i London och Knebworth 1979 var två festivalspelningar). De ursprungliga 110 000 biljetterna för 25 spelningar 72-73 sålde slut inom fyra timmar.

## Låtlista
En ganska typisk låtlista med viss variation är följande:
1. "Rock and Roll" (Page, Plant, Jones, Bonham)
2. "Over the Hills and Far Away" (Page, Plant)
3. "Black Dog" (Page, Plant, Jones)
4. "Misty Mountain Hop" (Jones, Page, Plant)
5. "Since I've Been Loving You" (Page, Plant, Jones)
6. "Dancing Days" (Page, Plant)
7. "Bron-Y-Aur Stomp" (Page, Plant, Jones)
8. "The Song Remains the Same" (Page, Plant)
9. "The Rain Song" (Page, Plant)
10. "Dazed and Confused" (Page)
11. "Stairway to Heaven" (Page, Plant)
12. "Whole Lotta Love" (Bonham, Dixon, Jones, Page, Plant)

Extranummer
- "Heartbreaker" (Bonham, Page, Plant)
- "Immigrant Song" (Page, Plant)
- "Thank You" (Page, Plant)
- "The Ocean" (Bonham, Jones, Page, Plant)
- "Communication Breakdown" (Bonham, Jones, Page)

Anmärkningsvärt är att "Moby Dick" inte framfördes alls under denna turné.

## Turnédatum

### Euppvärmingskonserter i Europa
- 27/11/1972  The Casino - Montreux
- 28/11/1972  The Casino - Montreux

### Storbritannien
- 30/11/1972  City Halls - Newcastle upon Tyne
- 01/12/1972  City Halls - Newcastle upon Tyne
- 03/12/1972  Green’s Playhouse - Glasgow
- 04/12/1972  Green’s Playhouse - Glasgow
- 07/12/1972  Hard Rock - Manchester
- 08/12/1972  Hard Rock - Manchester
- 11/12/1972  Capitol Theatre - Cardiff
- 12/12/1972  Capitol Theatre - Cardiff
- 16/12/1972  Odeon - Birmingham
- 17/12/1972  Odeon - Birmingham
- 20/12/1972  Brighton Dome - Brighton
- 22/12/1972  Alexandra Palace - London
- 23/12/1972  Alexandra Palace - London
- 02/01/1973  City Hall - Sheffield
- 03/01/1973  Guild Hall - Preston (inställt, konserten skjuts upp till 30 januari)
- 04/01/1973  St George's Hall - Bradford (inställt, konserten skjutas upp till 18 januari)
- 07/01/1973  New Theatre - Oxford
- 14/01/1973  Liverpool Empire Theatre - Liverpool
- 15/01/1973  Trentham Gardens - Stoke-on-Trent
- 16/01/1973  King's Hall - Aberystwyth
- 18/01/1973  St George's Hall - Bradford (inställda konserten från 4 januari)
- 21/01/1973  Gaumont Theatre - Southampton
- 22/01/1973  Southampton University - Southampton
- 25/01/1973  Music Hall - Aberdeen
- 27/01/1973  Caird Hall - Dundee
- 28/01/1973  King's Theatre - Edinburgh
- 30/01/1973  Guild Hall - Preston (inställda konserten från 3 januari)